# رجل الثلج (فلم)
رجل الثلج (بالإنجليزية: The Snowman) هو فيلم جريمة وغموض انتج في المملكة المتحدة وصدر سنة 2017 بطولة مايكل فاسبندر وفال كيلمر وريبيكا فيرغسون.

## القصة
تدور أحداث الفيلم حول المحقق (هاري هول) الذي يحقق في حادثة اختفاء امرأة، والتي عُثر على وشاحها الوردي ملفوف حول رجل ثلجي معروف بأنه نذير شؤم.

## الميزانية والإيرادات
كلف الفيلم 35 مليون دولار وحقق أرباح تقدر بحوالي 43.1 مليون دولار.

## روابط خارجية
- مقالات تستعمل روابط فنية بلا صلة مع ويكي بيانات

لا توجد روابط لمواقع التواصل الاجتماعي.